# Richard Angst

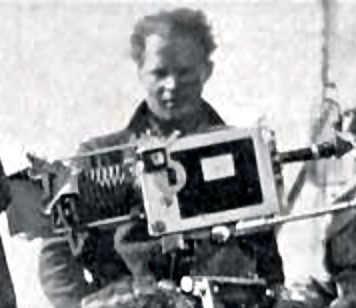
Richard Angst 1929/30 während der Dreharbeiten für den Bergfilm Stürme über dem Mont Blanc von Arnold Fanck

Richard Angst (* 23. Juli 1905 in Zürich; † 24. Juli 1984 in Berlin) war ein Schweizer Bergsteiger, Skiläufer und Kameramann.

## Leben

### Familie und Schule
Er war der Sohn des Schweizer Architekten Robert Angst und dessen deutscher Ehefrau Elise Anna Klara, geborene Vaihinger. Im Jahr 1938 heiratete er Ilse Charlotte, geborene Lange.
Angst wuchs in Pforzheim auf, dem Herkunftsort seiner Mutter, wo er die Volksschule und danach eine Handelsschule besuchte.

### Berufliche Entwicklung
Als 18-Jähriger lernte er Sepp Allgeier kennen; beide waren begeisterte Skifahrer und Bergsteiger. Bei ihm  und Arnold Fanck lernte und arbeitete er in der Folge als Kameraassistent und Fotolaborant in der Berg- und Sport-Film G.m.b.H. in Freiburg im Breisgau. Dort wurde er Teil der Freiburger Schule. In den Credits des Stummfilms Milak, der Grönlandjäger (Regie: Georgi Asagarow und Bernhard Villinger) und Der große Sprung (Regie: Arnold Fanck) wurde er 1927 erstmals als Kameraassistent erwähnt, im ersten auch als Darsteller. Dabei arbeitete er mit den Kameraleuten Sepp Allgeier, Albert Benitz, Charles Métain, Kurt Neubert und Hans Schneeberger zusammen. Bei den bedeutenden Bergfilmen jener Zeit zählte Angst zu den Stammkameraleuten von Regisseur Fanck, bei Die weiße Hölle vom Piz Palü (1929) und Stürme über dem Mont Blanc (1930). 1932 reiste das Filmteam nach Grönland, um dort den Film S.O.S. Eisberg zu drehen. Von dieser Reise wurde seinerzeit im Film-Kurier kolportiert, Angst habe seinen Kollegen Schneeberger vor dem Ertrinken gerettet.
Mitte der 1930er Jahre nahm Angst an der Expedition nach Borneo die von Victor von Plessen geführt wurde teil. Aus den dort entstandenen Aufnahmen wurde der Film Die Kopfjäger von Borneo gefertigt.
Angst nahm auch an der Expedition nach Japan teil, wo er für das japanische Marineministerium arbeitete und von Filmproduzent Takeo Ogasawara einen Dreijahresvertrag erhielt. In einem Vorort von Tokio mietete er sich ein Haus, das er mit seiner Braut Ilse bezog. Dort entstanden mit diversen Regisseuren Kulturfilme und der Fanck-Film Die Tochter des Samurai.
Im Rahmen der „Internationale Himalaya-Expedition 1934“ wurde der Film Der Dämon des Himalaya gedreht. Die Expedition wurde von Günter Oskar Dyhrenfurth geleiteten. Angst nahm mit seiner Frau Friedel als Kameramann an der Himalaya-Expedition teil.
Einen der wenigen Bezugspunkte von Richard Angst zur Schweiz setzt sein Film Kleine Scheidegg nach dem Drehbuch von Richard Schweizer. Nach 1939 kehrte er nach Deutschland zurück. Dort ist er an dem Remake des bereits 1921 verfilmten Stoffs Die Geierwally (1940) von Hans Steinhoff beteiligt. Mit diesem dreht er auch die filmische Biographie Rembrandt (1942). Er arbeitete auch mit den Regisseuren Philipp Lothar Mayring, Günther Rittau und Paul Verhoeven.
Als die Luftangriffe auf Berlin zunahmen, zog sich Angst nach Tirol zurück, wo er diverse Heimatfilme drehte. Gleich nach Kriegsende drehte er mit Irving Allen den Spielfilm High Conquest (1946), der Aufnahmen der Schweizer Bergwelt enthält. Aus diesem Material entstand ein Kurzfilm über die Besteigung des Matterhorns, der mit dem Kurzfilm-Oscar prämiert wurde. Ab den 1950er Jahren gut ausgelastet, war er unter anderem an einem Remake von Die weiße Hölle vom Piz-Palü (1929) beteiligt, das unter dem Titel Föhn (1950) mit Hans Albers und Liselotte Pulver in die Kinos kam. Er drehte wiederholt mit den Regisseuren Franz Josef Gottlieb und Kurt Hoffmann. Ende der 1950er Jahre holte ihn Artur Brauners CCC-Film wieder nach Berlin. Einer der Höhepunkte seiner Arbeit war 1958/59 das Remake von Das indische Grabmal und Der Tiger von Eschnapur für mit dem nach Deutschland zurückgekehrten Regisseur Fritz Lang. Auch mit Robert Siodmak arbeitete Angst zusammen. Er stand für die Filme De Sade und Die Hochzeitsreise (1969) hinter der Kamera.
Enttäuscht über den Verfall im deutschen Filmwesen zog er sich ins Privatleben zurück und eröffnete in Berlin-Moabit das Restaurant Provinz. Im Ruhestand schrieb Angst mit Unterstützung des Journalisten Hans Borgelt seine bislang unveröffentlichten Memoiren mit dem Arbeitstitel 47 Jahre objektiv gesehen. Als Dozent lehrte er an der Hochschule für Fernsehen und Film München. Daneben drehte er noch einige Werbefilme. 1983 wurde über ihn im Deutschen Fernsehen ein Porträt von Jörg Moser-Mötius gesendet. Richard Angst starb einen Tag nach seinem 79. Geburtstag am 24. Juli 1984. Seine Urne wurde auf dem Waldfriedhof in Grünwald bei München beigesetzt. Die Grabstätte wurde inzwischen aufgelassen. Die Deutsche Kinemathek verwaltet seinen Nachlass.

## Filmografie
- 1927: Milak, der Grönlandjäger
- 1927: Der große Sprung
- 1928: Das weiße Stadion (Dokumentarfilm)
- 1929: Die weiße Hölle vom Piz Palü
- 1930: Die heiligen drei Brunnen
- 1930: Zwei Menschen
- 1930: Stürme über dem Mont Blanc
- 1931: Der weiße Rausch
- 1932: Die Wasserteufel von Hieflau
- 1932: Abenteuer im Engadin
- 1933: Brennendes Geheimnis
- 1933: S.O.S. Eisberg
- 1933: Nordpol – Ahoi!
- 1933: Der Traum vom Rhein
- 1934: Der ewige Traum
- 1934: Der Springer von Pontresina
- 1935: Der Dämon des Himalaya
- 1935: Der arme Reiche (Kurzspielfilm)
- 1936: Die Kopfjäger von Borneo
- 1936: Die Tochter des Samurai
- 1936: Hänschen klein (Kurzspielfilm)
- 1936–41: Japans heiliger Vulkan (Dokumentarfilm)
- 1936–41: In einer chinesischen Stadt (Dokumentarfilm)
- 1936–44: Bilder von Japans Küsten (Dokumentarfilm)
- 1937: Kleine Scheidegg
- 1938–42: Das heilige Ziel
- 1939: Die unheimlichen Wünsche
- 1939: Eine kleine Nachtmusik
- 1940: Die Geierwally
- 1941: Mein Leben für Irland
- 1941: Der Strom
- 1942: Rembrandt
- 1942: Der große Schatten
- 1943: Gabriele Dambrone
- 1943: Ein schöner Tag
- 1943: Großstadtmelodie
- 1944: Melusine
- 1944/48: Ulli und Marei
- 1947: Erde
- 1947: High Conquest
- 1947: Climbing the Matterhorn (Kurzfilm)
- 1948: Ein Königreich für ein Haus (Een koninkfijk voor een huis)
- 1949: Barry
- 1950: Föhn
- 1950: Der fallende Stern
- 1951: Fanfaren der Liebe
- 1952: Herz der Welt
- 1952: Olympische Winterspiele 1952 – Oslo
- 1952: Vater braucht eine Frau
- 1952: Cuba Cabana
- 1952: Sturm über Tibet (Storm Over Tibet)
- 1953: Hokuspokus
- 1953: Schlagerparade
- 1955: Ingrid – Die Geschichte eines Fotomodells
- 1954: Der erste Kuß
- 1955: Drei Männer im Schnee
- 1955: Der letzte Mann
- 1955: Ich denke oft an Piroschka
- 1956: Ich suche Dich
- 1956: Borneo, Insel der Schönheit (TV-Dokumentarfilm)
- 1957: Das heilige Erbe
- 1957: Meine schöne Mama
- 1957: Das Wirtshaus im Spessart
- 1958: Petersburger Nächte
- 1958: Wir Wunderkinder
- 1958: Der Tiger von Eschnapur
- 1959: Das indische Grabmal
- 1959: Peter schiesst den Vogel ab
- 1959: Du bist wunderbar
- 1959: La Paloma
- 1959: Bilderbuch Gottes (Dokumentarfilm)
- 1960: O sole mio
- 1960: Herrin der Welt (auch ungenannte Mitregie)
- 1960: Der brave Soldat Schwejk
- 1961: Und sowas nennt sich Leben
- 1961: Via Mala
- 1961: Die seltsame Gräfin
- 1961: Ramona
- 1962: Das Geheimnis der schwarzen Koffer
- 1962: Axel Munthe – Der Arzt von San Michele
- 1962: Sherlock Holmes und das Halsband des Todes
- 1963: Frühstück im Doppelbett
- 1963: Der schwarze Abt
- 1963: Schloß Gripsholm
- 1963: Der Henker von London
- 1963: Das Phantom von Soho
- 1964: Die Gruft mit dem Rätselschloß
- 1964: Das siebente Opfer
- 1964: Dr. med. Hiob Prätorius
- 1965: Spione unter sich
- 1965: Heidi
- 1965: Ferien mit Piroschka
- 1966: Hokuspokus oder: Wie lasse ich meinen Mann verschwinden…?
- 1966: Liselotte von der Pfalz
- 1967: Herrliche Zeiten im Spessart
- 1967: Rheinsberg
- 1968: Kampf um Rom (2 Teile)
- 1969: Das ausschweifende Leben des Marquis de Sade (De Sade)
- 1969: Die Hochzeitsreise
- 1972: 18 Bilder mit der Hand
- 1981–1983 Umbra
- 1983: Kamera: Richard Angst[1]

## Auszeichnungen
- 1971: Filmband in Gold – Bundesfilmpreis für langjähriges und hervorragendes Wirken im deutschen Film[22]